# بول سميث (لاعب كرة قدم)
بول سميث (بالإنجليزية: Paul Smith)‏ (و. 1979  م) هو لاعب كرة قدم، من المملكة المتحدة، يلعب كحارس مرمى.

## مناصب وهيئات
أدار نادي ساوثهامبتون، ونوتينغهام فورست، ونادي برينتفورد، ونادي ميدلزبره.

## روابط خارجية
- بول سميث على موقع قاعدة بيانات كرة القدم.إي يو (الإنجليزية)
- بول سميث على موقع Soccerbase.com (لاعب) (الإنجليزية)
- بول سميث على موقع عالم كرة القدم.نت (الإنجليزية)